# Pseudoplexaura flagellosa
Pseudoplexaura flagellosa är en korallart som först beskrevs av Houttuyn 1772.  Pseudoplexaura flagellosa ingår i släktet Pseudoplexaura och familjen Plexauridae. Inga underarter finns listade i Catalogue of Life.